# Emil Bermann
Emil Otto Carl Hermann Bermann (* 30. April 1869 in Pyrmont; † 9. Oktober 1935 in Göttingen) war ein deutscher Jurist und Politiker.
Bermann war der Sohn des Buchdruckereibesitzers Carl Johann Bermann († 1894) und dessen Ehefrau Wilhelmine geborene Tündermann. Er heiratete am 25. November 1919 Erna Jenny Klahn aus Hannover. Er studierte Rechtswissenschaften und wurde Rechtsanwalt und Notar in Bad Pyrmont. Von 1914 bis zur Auflösung des Landtags 1919 gehörte er dem Landtag des Fürstentums Waldeck-Pyrmont an. Er wurde für den Wahlbezirk Pyrmont gewählt.